# Mei Wending
Mei Wending (* 1633 in Xuanzhou (damals Xuangcheng); † 1721) war ein chinesischer Mathematiker und Astronom. 
Mei Wending lebte in einer Zeit, als die durch Jesuiten vermittelte europäische Wissenschaft mit der traditionellen chinesischen Wissenschaft konfrontiert wurde, und er suchte in dieser Zusammenführung zu vermitteln. 1645 setzte sich gegen Widerstand der genauere, unter Leitung des Jesuiten Adam Schall von Bell entwickelte Kalender in China durch. Schall von Bell war seit 1618 in China, nachdem die chinesischen Gelehrten 1611 einen Fehler im Kalender nicht beheben konnten und daraufhin ausländische Hilfe gesucht wurde, die aber umstritten war. Ab 1630 war er in Peking mit der Kalenderreform befasst. Mei Wending war ein Schüler des Daoisten Ni Guanghu, der ebenfalls Kalenderexperte war. Seine Familie stand in der Eroberung Pekings (1644) durch die Mongolen (Manchu) auf Seiten der alten Ming-Dynastie. 1662 erschien sein erstes Werk über den Kalender (Lixue pianzhi). Darin führt er aus, dass sich im Lauf der Zeit zahlreiche Fehler in den astronomischen Werken durch die Überlieferung angehäuft hätten. Xu Guangqi (1562–1633) folgend stellte er vergleichende Untersuchungen zwischen aus Chinas Sicht westlicher und chinesischer Geschichte der Astronomie an und sah ein universelles beiden Schulen gemeinsames Fortschrittsstreben. 1701 erschien sein Buch Untersuchung über mathematische Astronomie (Lixue yiwen), das das Interesse des Manchu-Kaisers Kangxi weckte, der ab 1661 regierte. Er wurde vom Kaiser Kangxi, der selbst mathematische Studien betrieb, um dem Vorsprung des Auslands nachzukommen, und ihm 1703 eine Audienz gewährte, hinzugezogen, um Schüler auszubilden und eine mathematisch-astronomische Enzyklopädie zu beginnen, die das chinesische und ausländische Wissen zusammenfassen sollte. Das führte dann sein Enkel Mei Juecheng fort, der sein Schüler war (zusammen mit dem Sohn des Ministers Li Guangdi) und später seine Werke herausgab (Lisuan quanshu 1723). 
Von ihm stammen auch rein mathematische Werke, so die Komplemente zur Geometrie (Jihe bubian) mit Volumenberechnungen von Polyedern und die Vollständige Erklärung der Geometrie (Jihe tongjie), in der er Euklids Elemente und die Abschnitte zum rechtwinkligen Dreieck in dem Klassiker Neun Kapitel der Rechenkunst (Jiuzhang Suanshu) zusammenführte. Sein erstes mathematisches Werk war über die Lösung von linearen Gleichungssystemen (Fangcheng lun, 1672), in der er an ältere chinesische Schriften anknüpfte. Das war ein Gebiet, über das die jesuitischen Missionare wenig Neues nach China brachten, und Mei Wending konnte so die Überlegenheit chinesischer Mathematik demonstrieren. Ein weiteres Thema war der Satz des Pythagoras (in China Gougou-Satz genannt). Mei Wending konnte die alten chinesischen Beweise wiederfinden, so den von Liu Hui in seinem Kommentar zu den Neun Kapiteln der Rechenkunst, und gab zwei neue Beweise (Gougu juyu, Erläuterung der rechtwinkligen Dreiecke, vor 1692). 1700 veröffentlichte er Qiandu celiang (Messung eines Prismas mit zwei rechtwinkligen Dreiecks-Basen), das eine Koordinatentransformation der sphärischen Astronomie von Guo Shoujing von 1280 durch Trigonometrie erklärte. In einem Werk von 1704 (Pinggliding sancha xiangshuo) erklärte er die Näherungsmethoden, die beim alten chinesischen Kalender verwendet wurden, und 1710 schrieb er ein Werk über das Volumen der Kugel (Fangyuan miji).
Sein Sohn Mei Yiyan war auch ein guter Mathematiker, starb aber früh. Sein jüngster Bruder Mei Wenmi verfasste einen Sternkatalog.